# Recensământul Statelor Unite ale Americii din 1980
Cel de-al douăzecilea recensământ al Statelor Unite ale Americii, conform originalului [The] Twentieth United States Census, realizat de Census Bureau, a determinat că populația țării la data de 1 iunie 1980 era de 226.545.807, o creștere de 11,4 procente față de 203.184.772 persoane numerate în timpul recensământuului anterior, 1970 Census.